# Ivan Čaklec
Ivan Čaklec (Varaždin, 5. kolovoza 1932. – Zagreb, 30. ožujka 2018.), hrvatski gimnastičar, gimnastički trener i kineziolog. Natjecatelj na trima Olimpijskim igrama i osvajač prvog pojedinačnog europskog odličja za hrvatsku gimnastiku.

## Životopis
Rođen je 5. kolovoza 1932. u Varaždinu. Nastupio je na trima Olimpijskim igrama u pojedinačnoj i ekipnoj konkurenciji za SFR Jugoslaviju.
Na Olimpijskim igrama 1952. u Helsinkiju osvaja 144. mjesto u pojedinačnom i 10. mjesto u ekipnom višeboju.
Na Olimpijskim igrama 1960. u Rimu osvaja 56. mjesto u pojedinačnom i 9. mjesto u ekipnom višeboju.
Na Olimpijskim igrama 1964. u Tokiju osvaja 80. mjesto u pojedinačnom i 11. mjesto u ekipnom višeboju.
Osvajač je brončanog odličja na Europskom prvenstvu 1957. u Parizu u disciplini konja s hvataljkama. Na Mediteranskim igrama 1963. u talijanskom gradu Napulju osvojio je srebrno odličje u ekipnom natjecanju.
Završetkom karijere diplomirao je na Kineziološkom fakultetu, gdje se nakon diplome i zaposlio kao redovni profesor. Napisao je i dva znanstvena rada u suautorstvu.
Umro je u Zagrebu 30. ožujka 2018. godine. Sahranjen je 4. travnja 2018. godine na zagrebačkom groblju Miroševcu.